# 木田郡

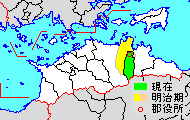
香川県木田郡の範囲（緑：三木町 薄黄：後に他郡に編入された地域）

木田郡（きたぐん）は、香川県の郡である。
人口25,945人、面積75.78km²、人口密度342人/km²。（2025年2月1日、推計人口）
以下の1町を含む。
- 三木町（みきちょう）

## 郡域
1899年（明治32年）に発足した当時の郡域は、上記1町のほか、現在の行政区画では概ね以下の区域に相当する。
- 高松市（木太町、林町、上林町、三谷町、西植田町、菅沢町以東）
- さぬき市（昭和）

さぬき市昭和は後に大川郡に編入されている。

## 歴史

### 沿革

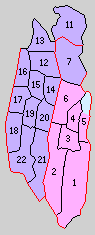
1.奥鹿村 2.田中村 3.氷上村 4.下高岡村 5.井戸村 6.平井村 7.牟礼村 11.庵治村 12.古高松村 13.潟元村 14.前田村 15.川添村 16.木太村 17.林村 18.三谷村 19.坂ノ上村 20.十河村 21.東植田村 22.西植田村（紫：高松市 桃：三木町 水色：さぬき市）

- 1899年（明治32年）4月1日 - 郡制の施行により三木郡・山田郡の区域をもって木田郡が発足。下記の町村が所属。平井村大字池戸の西徳寺を仮郡役所とする。（19村）
  - 旧三木郡（7村） - 奥鹿村、田中村、氷上村、下高岡村、井戸村、平井村、牟礼村
  - 旧山田郡（12村） - 庵治村、古高松村、潟元村、前田村、川添村、木太村、林村、三谷村、坂ノ上村、十河村、東植田村、西植田村
- 1919年（大正8年）4月1日 - 平井村が町制施行して平井町となる。（1町18村）
- 1919年（大正8年） - 郡役所を平井町大字池戸2340番地1（現・池戸公民館のある場所）に移転。
- 1920年（大正9年）1月1日 - 潟元村が屋島村に改称。
- 1922年（大正11年）4月1日 - 坂ノ上村が町制施行・改称して川島町となる。（2町17村）
- 1923年（大正12年）3月31日 - 郡会が廃止。郡役所は存続。
- 1926年（大正15年）6月30日 - 郡役所が廃止。以降は地域区分名称となる。
- 1933年（昭和8年）4月1日 - 屋島村が町制施行して屋島町となる。（3町16村）
- 1940年（昭和15年）2月11日 - 屋島町・古高松村・木太村が高松市に編入。（2町14村）
- 1941年（昭和16年）1月1日 - 奥鹿村が神山村に改称。
- 1952年（昭和27年）1月1日 - 氷上村大字氷上字東石塚が田中村に編入。
- 1954年（昭和29年）10月1日 - 平井町・神山村・田中村・氷上村・下高岡村が合併して三木町となる。（2町10村）
- 1955年（昭和30年）4月1日 - 川島町・十河村・東植田村・西植田村が合併して山田町となる。（2町7村）
- 1956年（昭和31年）9月30日（2町2村）
  - 林村・三谷村・川添村・前田村が高松市に編入。
  - 井戸村が三木町に編入。
- 1959年（昭和34年）11月1日 - 三木町大字井戸の一部（現・さぬき市昭和）が大川郡長尾町（現さぬき市）に編入。
- 1962年（昭和37年）1月1日 - 牟礼村が町制施行して牟礼町となる。（3町1村）
- 1966年（昭和41年）7月1日 - 山田町が高松市に編入。（2町1村）
- 1968年（昭和43年）4月1日 - 庵治村が町制施行して庵治町となる。（3町）
- 2006年（平成18年）1月10日 - 牟礼町・庵治町が高松市に編入。（1町）

## 参考文献

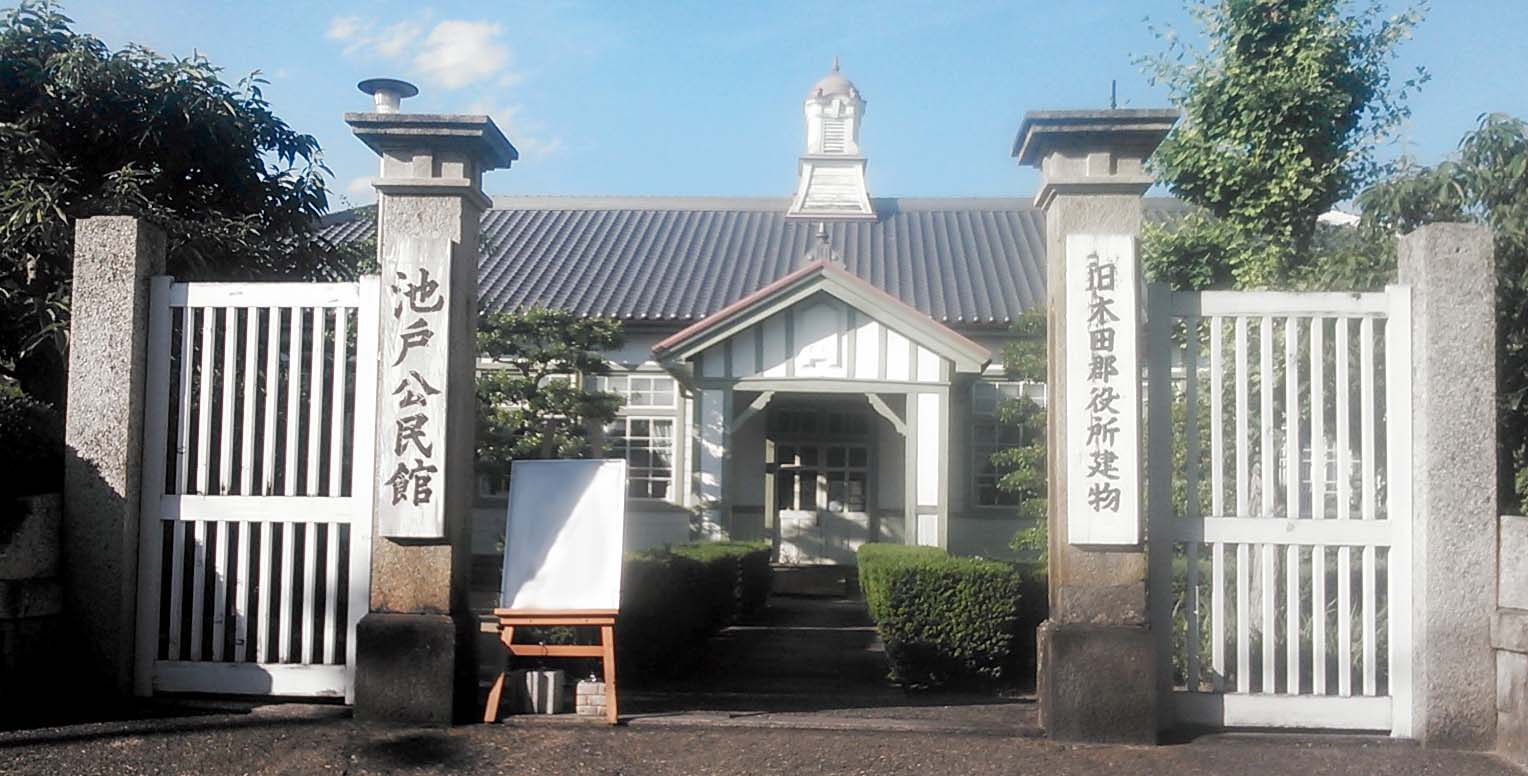
旧木田郡役所
三木町指定文化財

### 変遷表
| 明治23年以前 | 旧郡   | 明治32年3月16日 | 明治32年 - 大正15年            | 昭和元年 - 昭和19年        | 昭和元年 - 昭和19年          | 昭和20年 - 昭和29年         | 昭和20年 - 昭和29年          | 昭和30年 - 昭和63年          | 昭和30年 - 昭和63年                | 平成元年 - 現在              | 現在     |
| ------------ | ------ | --------------- | ------------------------------ | -------------------------- | ---------------------------- | --------------------------- | ---------------------------- | ---------------------------- | ---------------------------------- | ---------------------------- | -------- |
| 井戸村       | 三木郡 | 井戸村          | 井戸村                         | 井戸村                     | 井戸村                       | 井戸村                      | 井戸村                       | 昭和31年9月30日 三木町に編入 | 昭和34年11月1日 大川郡長尾町に編入 | 平成14年4月1日 さぬき市      | さぬき市 |
| 井戸村       | 三木郡 | 井戸村          | 井戸村                         | 井戸村                     | 井戸村                       | 井戸村                      | 井戸村                       | 昭和31年9月30日 三木町に編入 | 三木町                             | 三木町                       | 三木町   |
| 井上村       | 三木郡 | 平井村          | 大正8年4月1日 町制             | 平井町                     | 平井町                       | 平井町                      | 昭和29年10月1日 三木町       | 三木町                       | 三木町                             | 三木町                       | 三木町   |
| 平木村       | 三木郡 | 平井村          | 大正8年4月1日 町制             | 平井町                     | 平井町                       | 平井町                      | 昭和29年10月1日 三木町       | 三木町                       | 三木町                             | 三木町                       | 三木町   |
| 鹿伏村       | 三木郡 | 平井村          | 大正8年4月1日 町制             | 平井町                     | 平井町                       | 平井町                      | 昭和29年10月1日 三木町       | 三木町                       | 三木町                             | 三木町                       | 三木町   |
| 池戸村       | 三木郡 | 平井村          | 大正8年4月1日 町制             | 平井町                     | 平井町                       | 平井町                      | 昭和29年10月1日 三木町       | 三木町                       | 三木町                             | 三木町                       | 三木町   |
| 奥山村       | 三木郡 | 奥鹿村          | 奥鹿村                         | 昭和16年1月1日 改称 神山村 | 昭和16年1月1日 改称 神山村   | 神山村                      | 昭和29年10月1日 三木町       | 三木町                       | 三木町                             | 三木町                       | 三木町   |
| 鹿庭村       | 三木郡 | 奥鹿村          | 奥鹿村                         | 昭和16年1月1日 改称 神山村 | 昭和16年1月1日 改称 神山村   | 神山村                      | 昭和29年10月1日 三木町       | 三木町                       | 三木町                             | 三木町                       | 三木町   |
| 朝倉村       | 三木郡 | 田中村          | 田中村                         | 田中村                     | 田中村                       | 田中村                      | 昭和29年10月1日 三木町       | 三木町                       | 三木町                             | 三木町                       | 三木町   |
| 小蓑村       | 三木郡 | 田中村          | 田中村                         | 田中村                     | 田中村                       | 田中村                      | 昭和29年10月1日 三木町       | 三木町                       | 三木町                             | 三木町                       | 三木町   |
| 田中村       | 三木郡 | 田中村          | 田中村                         | 田中村                     | 田中村                       | 田中村                      | 昭和29年10月1日 三木町       | 三木町                       | 三木町                             | 三木町                       | 三木町   |
| 氷上村       | 三木郡 | 氷上村          | 氷上村                         | 氷上村                     | 氷上村                       | 昭和27年1月1日 田中村に編入 | 昭和29年10月1日 三木町       | 三木町                       | 三木町                             | 三木町                       | 三木町   |
| 氷上村       | 三木郡 | 氷上村          | 氷上村                         | 氷上村                     | 氷上村                       | 氷上村                      | 昭和29年10月1日 三木町       | 三木町                       | 三木町                             | 三木町                       | 三木町   |
| 上高岡村     | 三木郡 | 氷上村          | 氷上村                         | 氷上村                     | 氷上村                       | 氷上村                      | 昭和29年10月1日 三木町       | 三木町                       | 三木町                             | 三木町                       | 三木町   |
| 下高岡村     | 三木郡 | 下高岡村        | 下高岡村                       | 下高岡村                   | 下高岡村                     | 下高岡村                    | 昭和29年10月1日 三木町       | 三木町                       | 三木町                             | 三木町                       | 三木町   |
| 牟禮村       | 三木郡 | 牟禮村          | 牟禮村                         | 牟禮村                     | 牟禮村                       | 牟礼村                      | 牟礼村                       | 昭和37年1月1日 町制          | 昭和37年1月1日 町制                | 平成18年1月10日 高松市に編入 | 高松市   |
| 大町村       | 三木郡 | 牟禮村          | 牟禮村                         | 牟禮村                     | 牟禮村                       | 牟礼村                      | 牟礼村                       | 昭和37年1月1日 町制          | 昭和37年1月1日 町制                | 平成18年1月10日 高松市に編入 | 高松市   |
| 原村         | 三木郡 | 牟禮村          | 牟禮村                         | 牟禮村                     | 牟禮村                       | 牟礼村                      | 牟礼村                       | 昭和37年1月1日 町制          | 昭和37年1月1日 町制                | 平成18年1月10日 高松市に編入 | 高松市   |
| 庵治村       | 山田郡 | 庵治村          | 庵治村                         | 庵治村                     | 庵治村                       | 庵治村                      | 庵治村                       | 昭和43年4月1日 町制          | 昭和43年4月1日 町制                | 平成18年1月10日 高松市に編入 | 高松市   |
| 西十川村     | 山田郡 | 十河村          | 十河村                         | 十河村                     | 十河村                       | 十河村                      | 十河村                       | 昭和30年4月1日 山田町        | 昭和41年7月1日 高松市に編入        | 高松市                       | 高松市   |
| 東十川村     | 山田郡 | 十河村          | 十河村                         | 十河村                     | 十河村                       | 十河村                      | 十河村                       | 昭和30年4月1日 山田町        | 昭和41年7月1日 高松市に編入        | 高松市                       | 高松市   |
| 小村村       | 山田郡 | 十河村          | 十河村                         | 十河村                     | 十河村                       | 十河村                      | 十河村                       | 昭和30年4月1日 山田町        | 昭和41年7月1日 高松市に編入        | 高松市                       | 高松市   |
| 南龜田村     | 山田郡 | 十河村          | 十河村                         | 十河村                     | 十河村                       | 十河村                      | 十河村                       | 昭和30年4月1日 山田町        | 昭和41年7月1日 高松市に編入        | 高松市                       | 高松市   |
| 東植田村     | 山田郡 | 東植田村        | 東植田村                       | 東植田村                   | 東植田村                     | 東植田村                    | 東植田村                     | 昭和30年4月1日 山田町        | 昭和41年7月1日 高松市に編入        | 高松市                       | 高松市   |
| 菅澤村       | 山田郡 | 東植田村        | 東植田村                       | 東植田村                   | 東植田村                     | 東植田村                    | 東植田村                     | 昭和30年4月1日 山田町        | 昭和41年7月1日 高松市に編入        | 高松市                       | 高松市   |
| 西植田村     | 山田郡 | 西植田村        | 西植田村                       | 西植田村                   | 西植田村                     | 西植田村                    | 西植田村                     | 昭和30年4月1日 山田町        | 昭和41年7月1日 高松市に編入        | 高松市                       | 高松市   |
| 池田村       | 山田郡 | 西植田村        | 西植田村                       | 西植田村                   | 西植田村                     | 西植田村                    | 西植田村                     | 昭和30年4月1日 山田町        | 昭和41年7月1日 高松市に編入        | 高松市                       | 高松市   |
| 坂元村       | 山田郡 | 坂ノ上村        | 大正11年4月1日 町制改称 川島町 | 川島町                     | 川島町                       | 川島町                      | 川島町                       | 昭和30年4月1日 山田町        | 昭和41年7月1日 高松市に編入        | 高松市                       | 高松市   |
| 上田井村     | 山田郡 | 坂ノ上村        | 大正11年4月1日 町制改称 川島町 | 川島町                     | 川島町                       | 川島町                      | 川島町                       | 昭和30年4月1日 山田町        | 昭和41年7月1日 高松市に編入        | 高松市                       | 高松市   |
| 高野村       | 山田郡 | 坂ノ上村        | 大正11年4月1日 町制改称 川島町 | 川島町                     | 川島町                       | 川島町                      | 川島町                       | 昭和30年4月1日 山田町        | 昭和41年7月1日 高松市に編入        | 高松市                       | 高松市   |
| 三谷村       | 山田郡 | 三谷村          | 三谷村                         | 三谷村                     | 三谷村                       | 三谷村                      | 昭和31年9月30日 高松市に編入 | 昭和31年9月30日 高松市に編入 |                                    | 高松市                       | 高松市   |
| 三谷村       | 山田郡 | 三谷村          | 三谷村                         | 三谷村                     | 三谷村                       | 三谷村                      | 三谷村                       | 昭和31年9月30日 高松市に編入 |                                    | 高松市                       | 高松市   |
| 下林村       | 山田郡 | 林村            | 林村                           | 林村                       | 林村                         | 林村                        | 林村                         | 昭和31年9月30日 高松市に編入 |                                    | 高松市                       | 高松市   |
| 上林村       | 山田郡 | 林村            | 林村                           | 林村                       | 林村                         | 林村                        | 林村                         | 昭和31年9月30日 高松市に編入 |                                    | 高松市                       | 高松市   |
| 六條村       | 山田郡 | 林村            | 林村                           | 林村                       | 林村                         | 林村                        | 林村                         | 昭和31年9月30日 高松市に編入 |                                    | 高松市                       | 高松市   |
| 元山村       | 山田郡 | 川添村          | 川添村                         | 川添村                     | 川添村                       | 川添村                      | 川添村                       | 昭和31年9月30日 高松市に編入 |                                    | 高松市                       | 高松市   |
| 山崎村       | 山田郡 | 川添村          | 川添村                         | 川添村                     | 川添村                       | 川添村                      | 川添村                       | 昭和31年9月30日 高松市に編入 |                                    | 高松市                       | 高松市   |
| 下田井村     | 山田郡 | 川添村          | 川添村                         | 川添村                     | 川添村                       | 川添村                      | 川添村                       | 昭和31年9月30日 高松市に編入 |                                    | 高松市                       | 高松市   |
| 東前田村     | 山田郡 | 前田村          | 前田村                         | 前田村                     | 前田村                       | 前田村                      | 前田村                       | 昭和31年9月30日 高松市に編入 |                                    | 高松市                       | 高松市   |
| 西前田村     | 山田郡 | 前田村          | 前田村                         | 前田村                     | 前田村                       | 前田村                      | 前田村                       | 昭和31年9月30日 高松市に編入 |                                    | 高松市                       | 高松市   |
| 北龜田村     | 山田郡 | 前田村          | 前田村                         | 前田村                     | 前田村                       | 前田村                      | 前田村                       | 昭和31年9月30日 高松市に編入 |                                    | 高松市                       | 高松市   |
| 東潟元村     | 山田郡 | 潟元村          | 大正9年1月1日 改称 屋島村      | 昭和8年4月1日 町制         | 昭和15年2月11日 高松市に編入 | 高松市                      | 高松市                       | 高松市                       | 高松市                             | 高松市                       | 高松市   |
| 西潟元村     | 山田郡 | 潟元村          | 大正9年1月1日 改称 屋島村      | 昭和8年4月1日 町制         | 昭和15年2月11日 高松市に編入 | 高松市                      | 高松市                       | 高松市                       | 高松市                             | 高松市                       | 高松市   |
| 屋嶋村       | 山田郡 | 潟元村          | 大正9年1月1日 改称 屋島村      | 昭和8年4月1日 町制         | 昭和15年2月11日 高松市に編入 | 高松市                      | 高松市                       | 高松市                       | 高松市                             | 高松市                       | 高松市   |
| 古高松村     | 山田郡 | 古高松村        | 古高松村                       | 古高松村                   | 昭和15年2月11日 高松市に編入 | 高松市                      | 高松市                       | 高松市                       | 高松市                             | 高松市                       | 高松市   |
| 春日村       | 山田郡 | 古高松村        | 古高松村                       | 古高松村                   | 昭和15年2月11日 高松市に編入 | 高松市                      | 高松市                       | 高松市                       | 高松市                             | 高松市                       | 高松市   |
| 新田村       | 山田郡 | 古高松村        | 古高松村                       | 古高松村                   | 昭和15年2月11日 高松市に編入 | 高松市                      | 高松市                       | 高松市                       | 高松市                             | 高松市                       | 高松市   |
| 木太村       | 山田郡 | 木太村          | 木太村                         | 木太村                     | 昭和15年2月11日 高松市に編入 | 高松市                      | 高松市                       | 高松市                       | 高松市                             | 高松市                       | 高松市   |

## 行政
歴代郡長
| 代 | 氏名 | 就任年月日               | 退任年月日                | 備考                   |
| -- | ---- | ------------------------ | ------------------------- | ---------------------- |
| 1  |      | 明治32年（1899年）4月1日 |                           |                        |
|    |      |                          | 大正15年（1926年）6月30日 | 郡役所廃止により、廃官 |